# Johann Pankraz Kober
Johann Pankraz Kober (* 10. Mai 1796 in Edenhausen (Krumbach); † 7. Januar 1832 in Göggingen) war ein Freskenmaler im Stil des Spätrokoko. Er gilt als Stammvater der Malerfamilie Kober.

## Leben
Johann Pankraz Kober wurde als viertes von insgesamt zwölf Kindern von Johann Kaspar Kober und seiner Frau Barbara am 10. Mai 1796 geboren. Die Kobers bewohnten eine Sölde  in Edenhausen bei Krumbach.
Nach seiner Malerlehre in Weißenhorn kaufte Pankraz Kober 1820 ein halbes Haus in Kirchheim in Schwaben, heiratete, und bekam mit seiner Frau Creszentia Sedelmayer drei Kinder.
Im Jahr 1828 verkaufte er sein Haus in Kirchheim und zog mit seiner Familie nach Göggingen bei Augsburg, wo er 1832 mit knapp 35 Jahren sehr früh verstarb.
Johann Pankraz Kober hatte sich der ländlich, schwäbischen Freskiermalerei verschrieben in der noch die Rokoko-Tradition sichtbar war. Seine Arbeiten zeigen eine bescheidene Malerei, die bald von nachfolgenden Stilrichtungen abgelöst wurde.

## Werke (Auswahl)
- Fresken in der Kirche St. Michael (Erpfting)

- Heiliges Grab in der Kirche St. Michael (Erpfting), Ausstattung

- vier Tafelbilder der abendländischen Kirchenväter am Kanzelkorb, Altarblätter und Fresken in der Kirche St. Georg (Unterschöneberg)

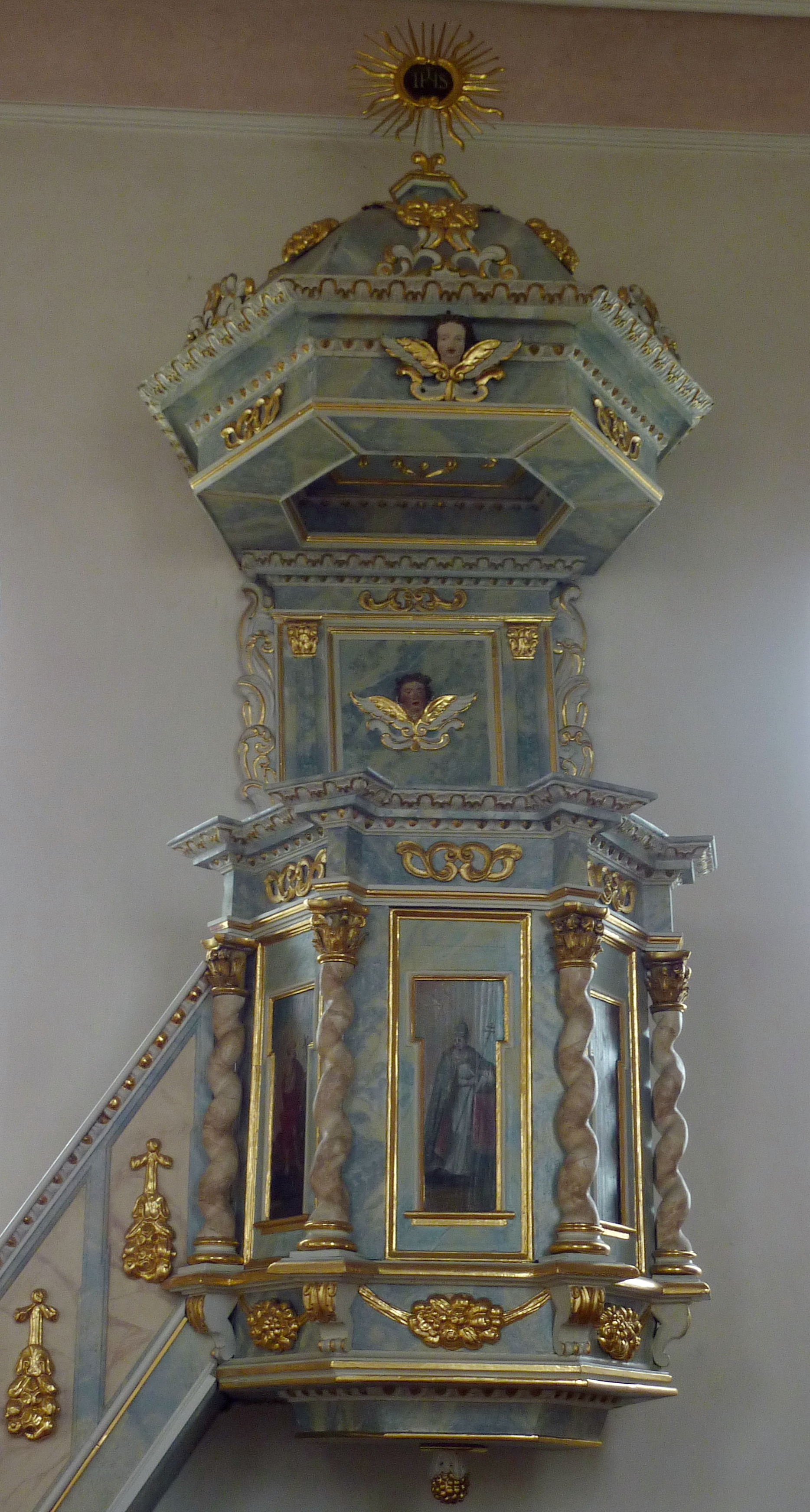
Unterschöneberg St. Georg Kanzel
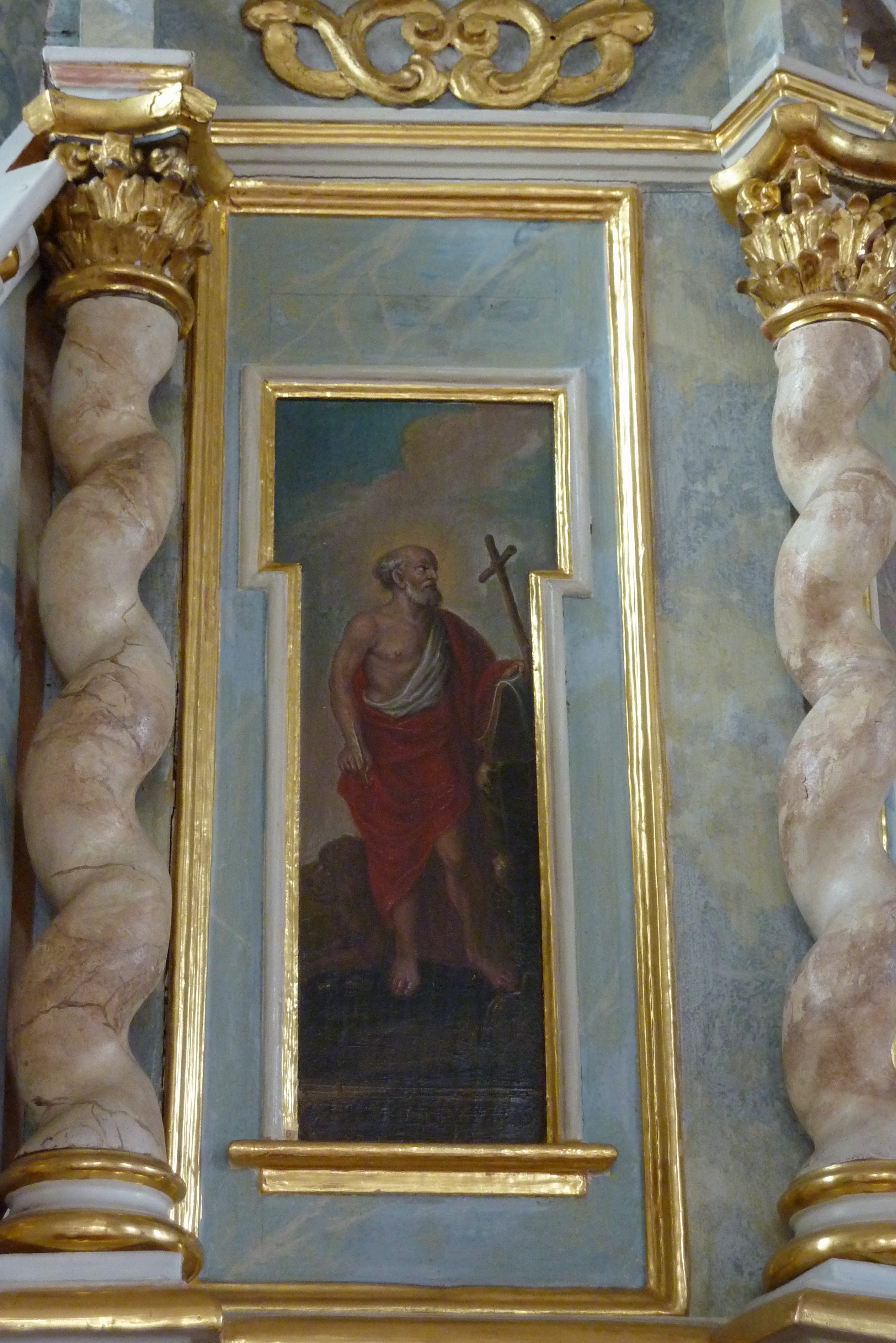
Hieronymus (Kirchenvater)
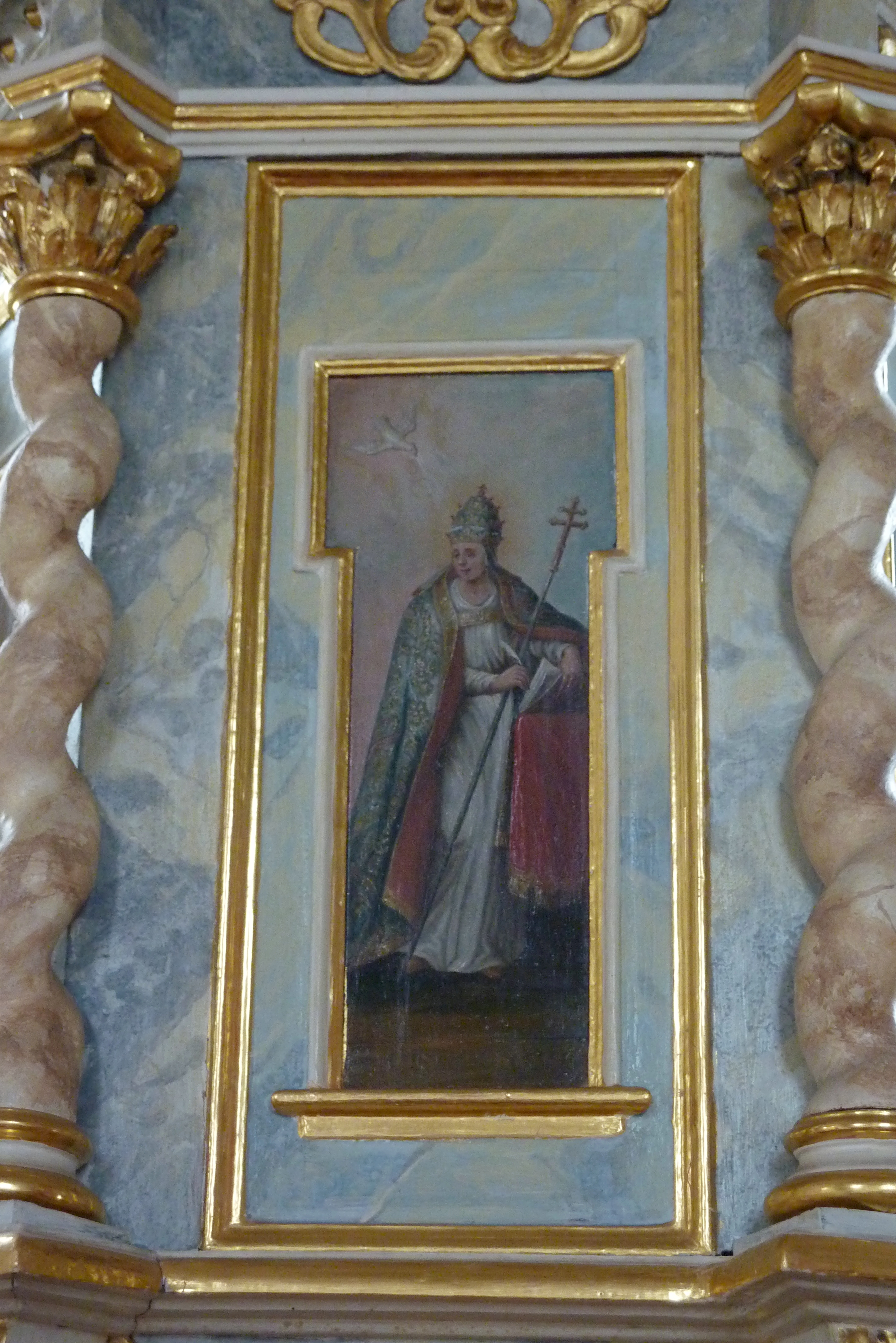
Gregor der Große
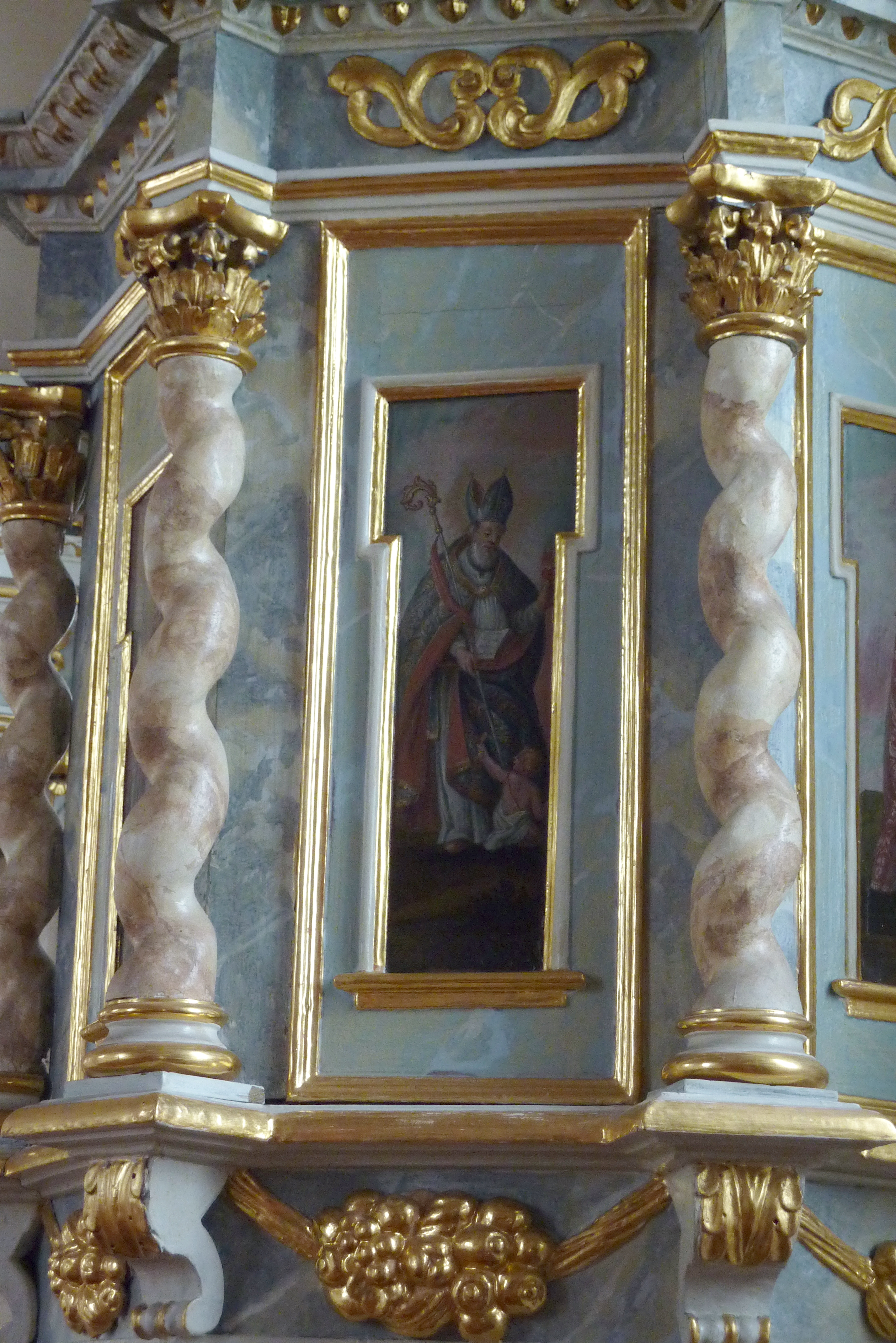
Augustinus von Hippo
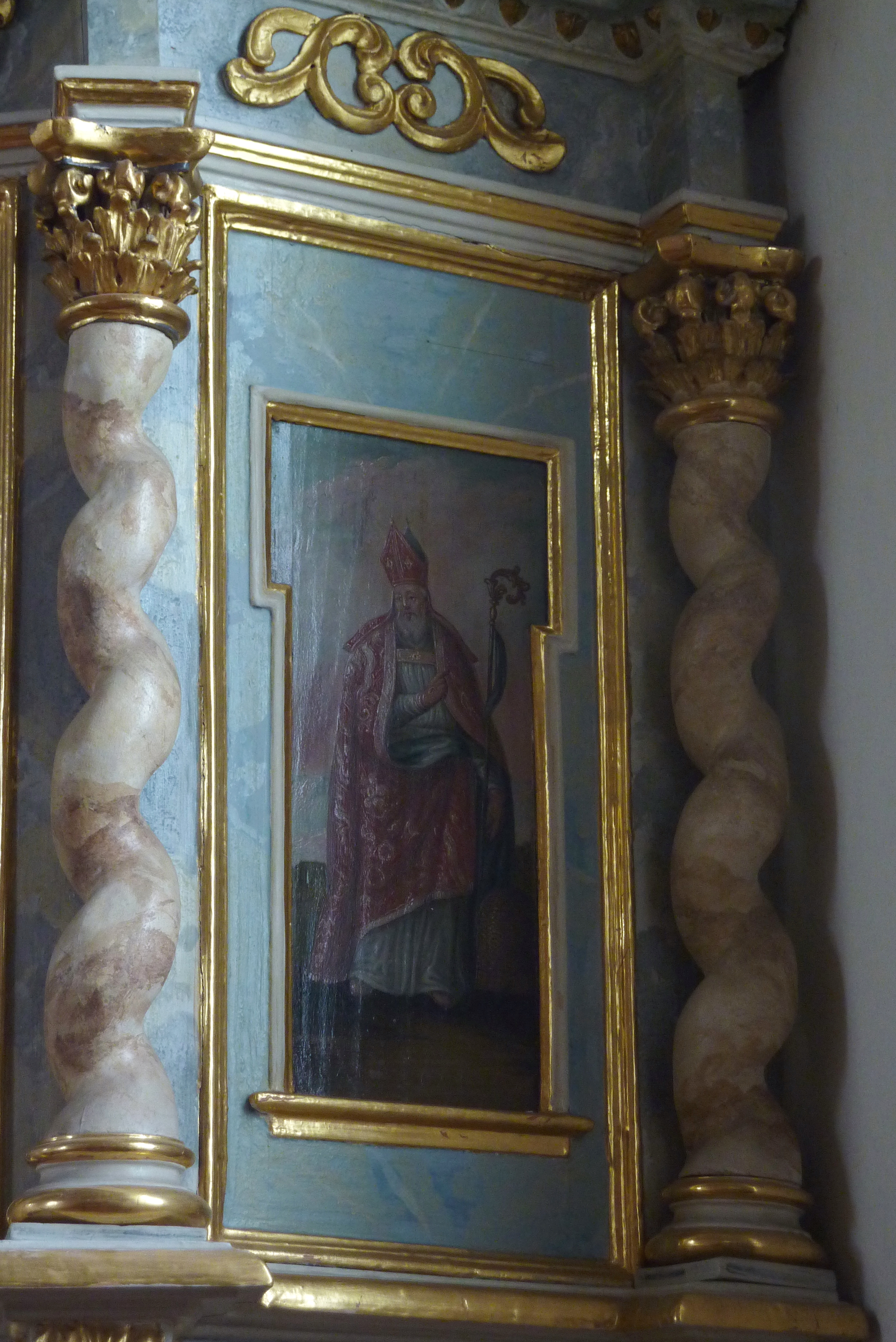
Ambrosius von Mailand
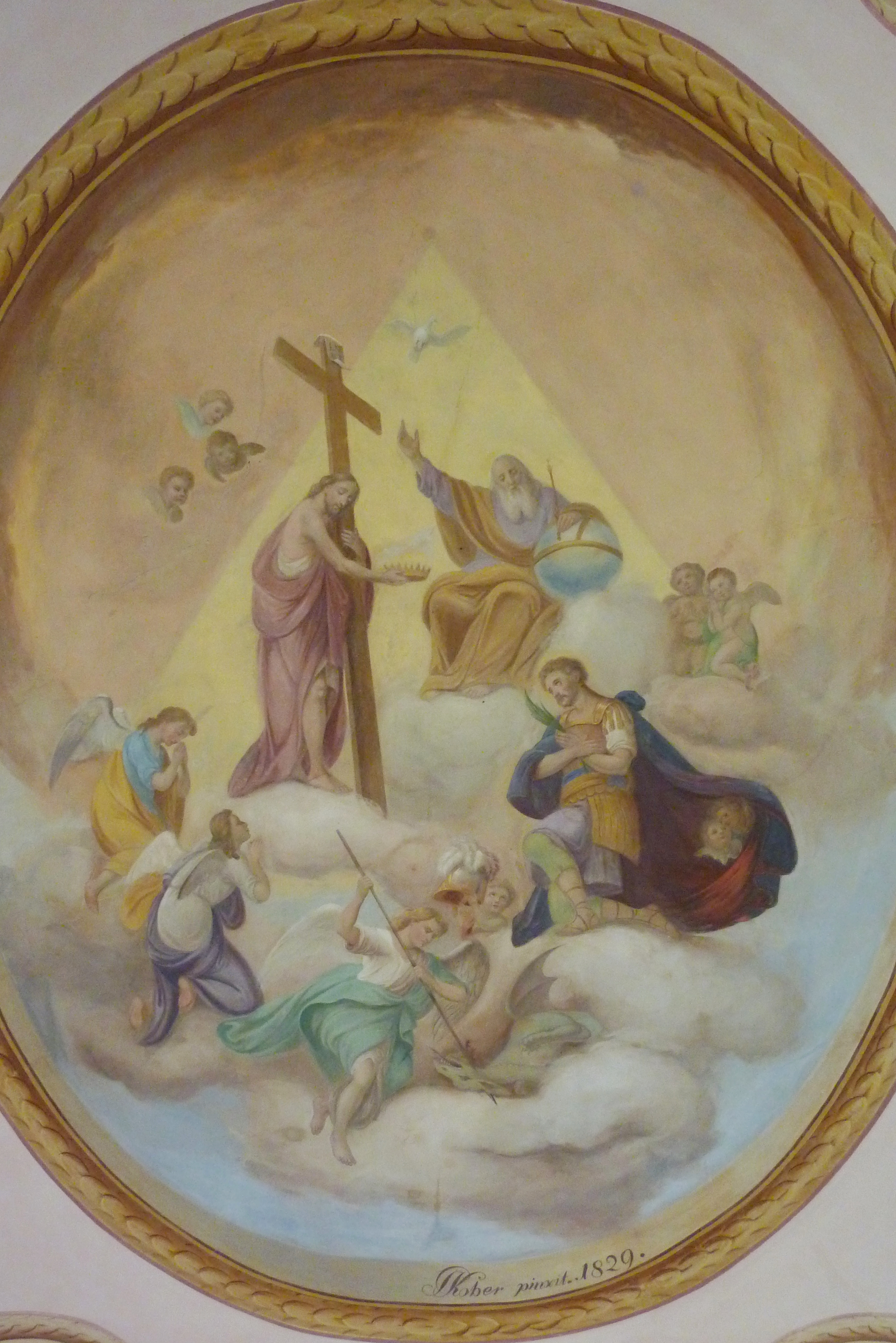
Deckenfresko im Langhaus, Glorifizierung des hl. Georg

- Fresko Schlacht auf dem Lechfeld in der Kirche St. Ulrich (Emmenhausen)
- Fresken und Altarblätter in der kath. Filialkirche St. Vitus (Derndorf)